# 인민협동기지
국민협동기지(폴란드어: Obóz Zjednoczenia Narodowego 오부스 제드노츠니아 나르도베고[*])는 폴란드의 친(親)사나치아 정당이다.

## 같이 보기
- 정부협조 무당파 의원단
- 국민급진기지 (1934년)